# Территориальная прелатура Уамачуко
 Территориальная прелатура Уамачуко  (лат. Territorialis Praelatura Huamaciucana) — территориальная прелатура Римско-католической церкви с центром в городе Уамачуко, Перу. Территориальная прелатура Уамачуко входит в митрополию Трухильо. Кафедральным собором территориальной прелатуры Уамачуко является церковь Пресвятой Девы Марии Благодати.

## История
4 декабря 1961 года Римский папа Иоанн XXIII издал буллу Salutifera Evangelii lex, которой учредил территориальную прелатуру Уамачуко, выделив её из архиепархии Трухильо.

## Ординарии территориальной прелатуры
- епископ Damián Nicolau Roig (23.10.1963 — 13.09.1981)
- епископ Sebastián Ramis Torrens (13.11.1990 — 7.08.2018, в отставке);
  - епископ Emiliano Antonio Cisneros Martínez, O.A.R. (7.08.2018 — 26.07.2019) (апостольский администратор);
  - епископ Pascual Benjamín Rivera Montoya, T.O.R. (26.07.2019 — по настоящее время) (апостольский администратор).

## Источник
- Annuario Pontificio, Ватикан, 2005;
- Булла Salutifera Evangelii lex, AAS 54 (1962), стр. 696  (лат.).